# North Stoke
North Stoke is een civil parish in het bestuurlijke gebied Bath and North East Somerset, in het Engelse graafschap Somerset met 72 inwoners.